# Holden Monaro
Holden Monaro — задньоприводне купе, яке виробляла компанія Holden між 1968–77 роках та між 2001-05 роками. Всього було вироблено три покоління Monaro, остання модель випущена обмеженим тиражем видання (CV8-Z).
Кузов Monaro використовували декілька різних виробничих брендів по всьому світу, для серійних та концептуальних моделей.

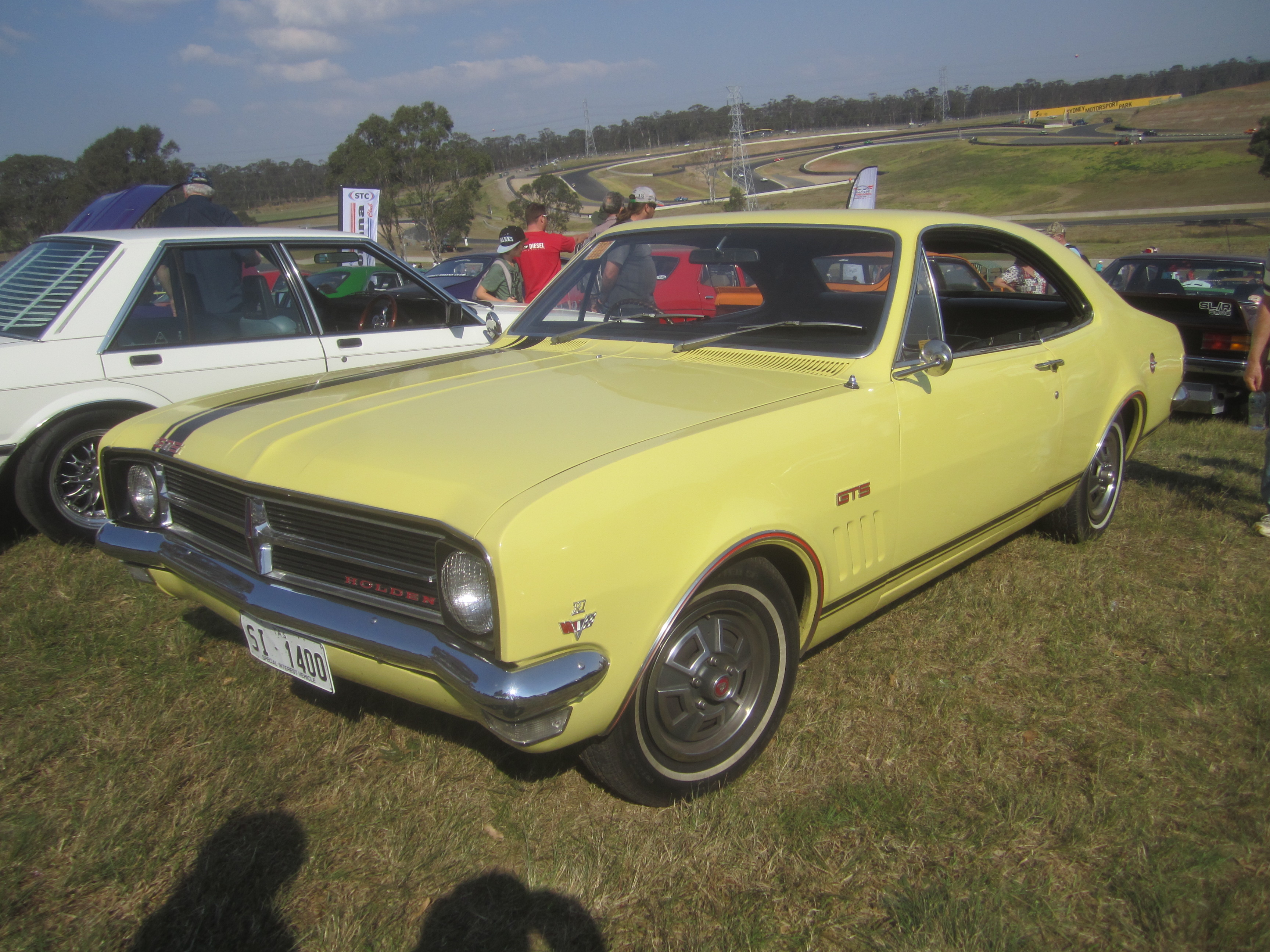
Holden Monaro 1 (1968–1971)
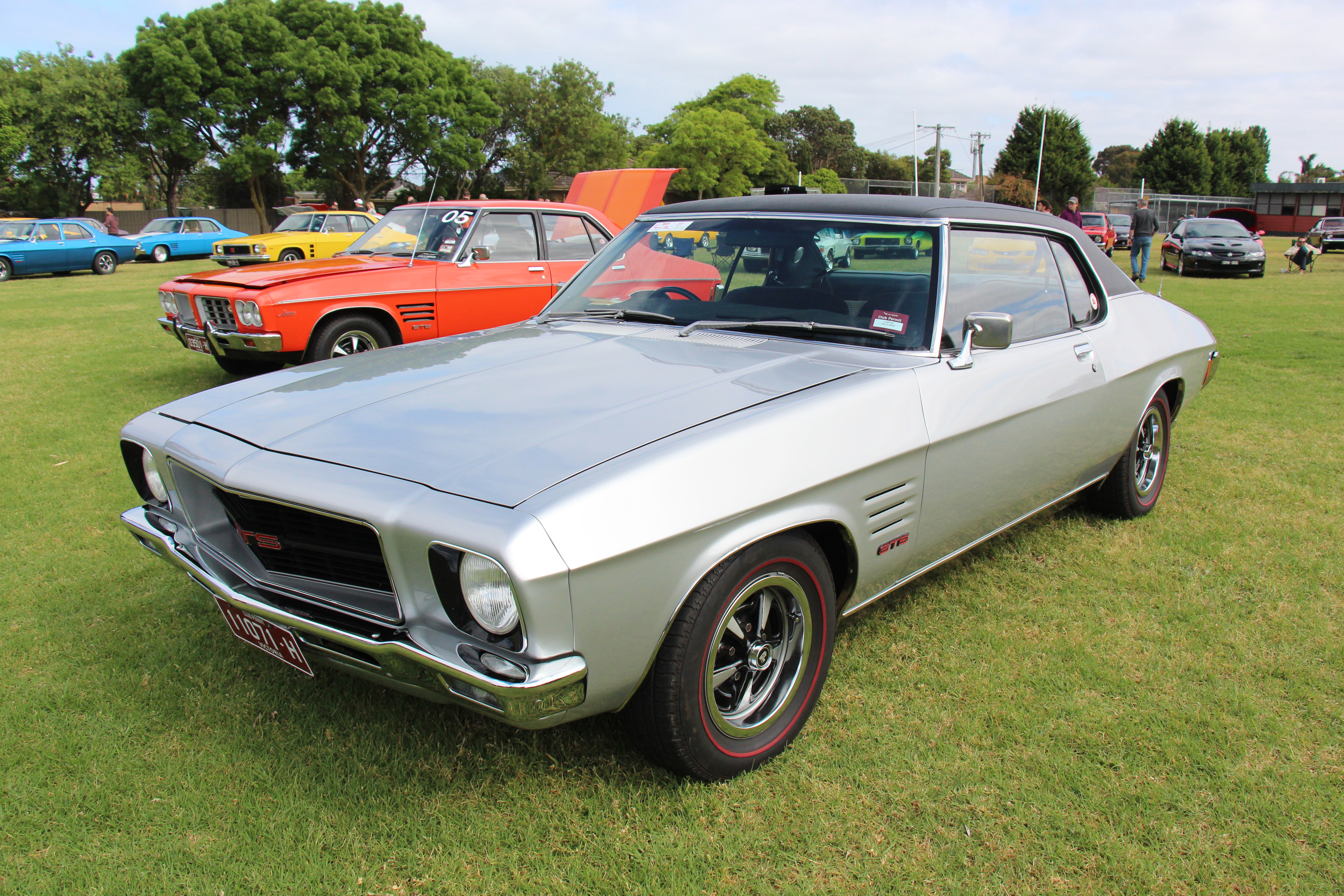
Holden Monaro 2 (1971–1977)
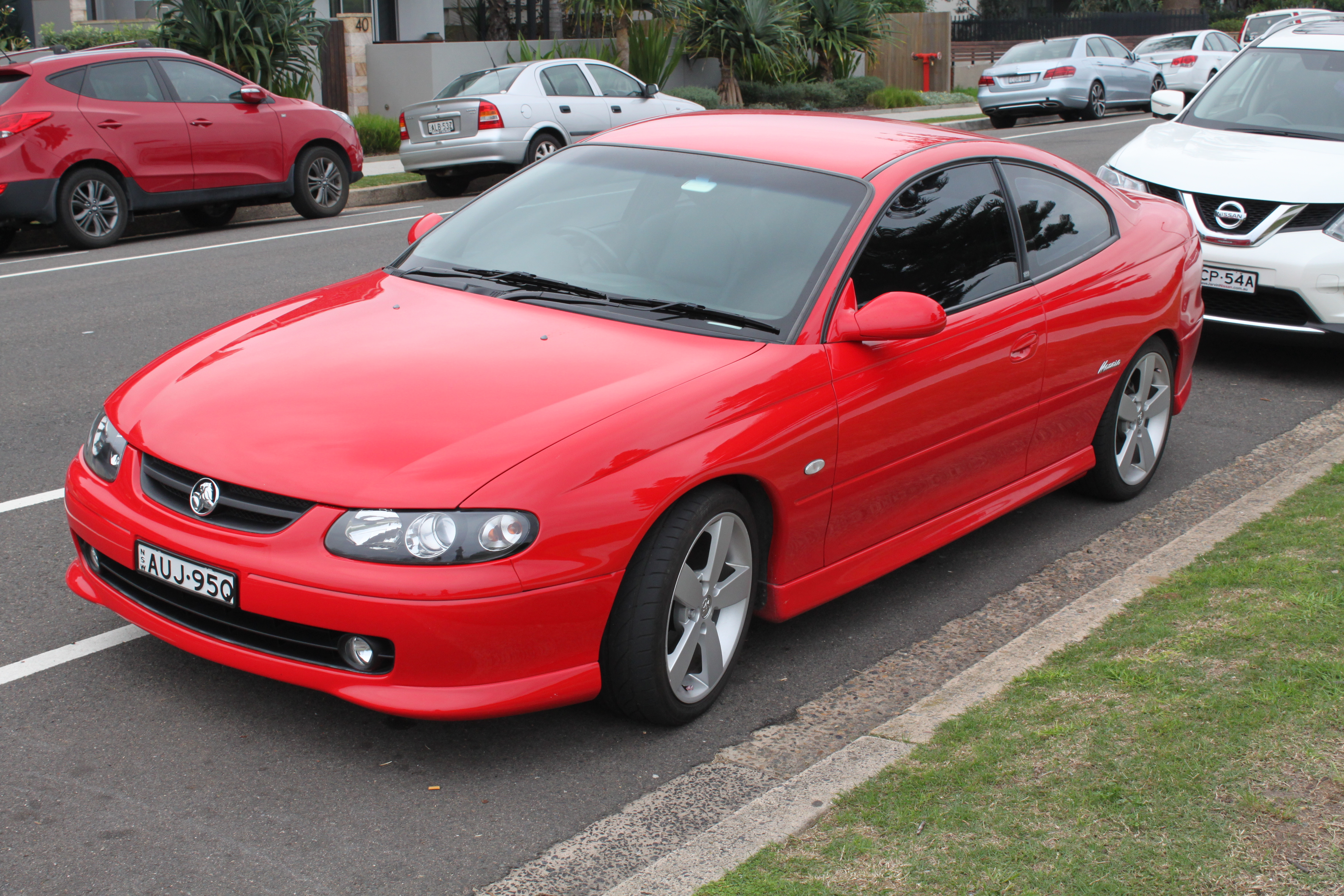
Holden Monaro 3 (2001–2006)